# Kailashpati Mishra
Kailashpati Mishra (ur. 5 października 1926 w Dudharchak, Bihar, zm. 3 listopada 2012 w Patna, Bihar) – polityk indyjski.
Od młodości działał w ruchu niepodległościowym (Opuście Indie) i nacjonalistycznym (Rashtriya Swayamsevak Sangh); był kilkakrotnie więziony za aktywność polityczną, w tym po zabójstwie Mahatmy Gandhiego (1948). Działał w Indyjskiej Partii Ludowej (Janata), w latach 1995–2004 był jej wiceprzewodniczącym, a w 1980 szefem struktur partyjnych w stanie Bihar. W latach 1984–1990 zasiadał w izbie wyższej parlamentu Rajya Sabha. W rządzie stanu Bihar, w gabinecie Karpoori Thakura, pełnił funkcję ministra finansów (1977–1979). Był także gubernatorem stanu Gujarat (2003–2004), jednocześnie od września 2003 pełniąc tymczasowo obowiązki gubernatora Radżastanu po śmierci Nirmala Chandry Jaina.   